# 松戸市立松戸高等学校
松戸市立松戸高等学校（まつどしりつまつどこうとうがっこう、Municipal Matsudo High School）は、千葉県松戸市紙敷二丁目にある男女共学の市立高等学校。略称は、「市松」（いちまつ）。

## 概要
体育館、350mトラック、野球場、弓道場、ハンドボールコートなど体育施設が充実している。最寄り駅は東松戸駅および松飛台駅。敷地は畑と八柱霊園に囲まれた高台にあり、野球場地下を北総鉄道北総線が通過する。
普通科は各学年7学級で学年定員280名、国際人文科各学年1学級で学年定員40名としている。

### 部活動
部活動の加入率を高めることが学校経営の重点として掲げられており、入学者選抜の志願要件に「入学後も部活動に加入する意志」（普通科）がある。
バレーボール、サッカー、剣道、弓道、柔道、陸上競技、卓球など体育会系部は全国大会又は関東大会レベル。

## 沿革
- 1975年（昭和50年）4月1日 - 現在地に開校（普通科のみ）。
- 1999年（平成11年）4月1日 - 国際人文科を設置。
- 2005年（平成17年）4月1日 - 創立30周年。

## 著名な出身者
- ラッシャー板前（タレント）
- 阿部サダヲ（俳優）
- 小園竜一（グループ魂メンバー）
- 3代目雷門小助六（落語家）
- 瀧本将生（プロ野球選手）
- 清水健太（元サッカー選手、カマタマーレ讃岐）
- 上野紗稀（女子サッカー選手、ジェフ千葉レディース）
- 松本真未子（女子サッカー選手、マイナビ仙台レディース）
- 山本圭亮（ソフトテニス選手、ライター、漫画原作者）
- 関谷惇大（ラグビーレフリー）
- 矢野晴人（Non Stop Rabbit Ba.Vo.、バンドマンYouTuber）

## 交通アクセス
- 北総鉄道北総線「松飛台駅」より、徒歩約11分（経路案内）
- 東日本旅客鉄道（JR東日本）武蔵野線・京成成田空港線・北総鉄道北総線「東松戸駅」より、徒歩約13分（経路案内）
- 新京成バス「市立高校」停留所 徒歩0分